# Groupe Millet

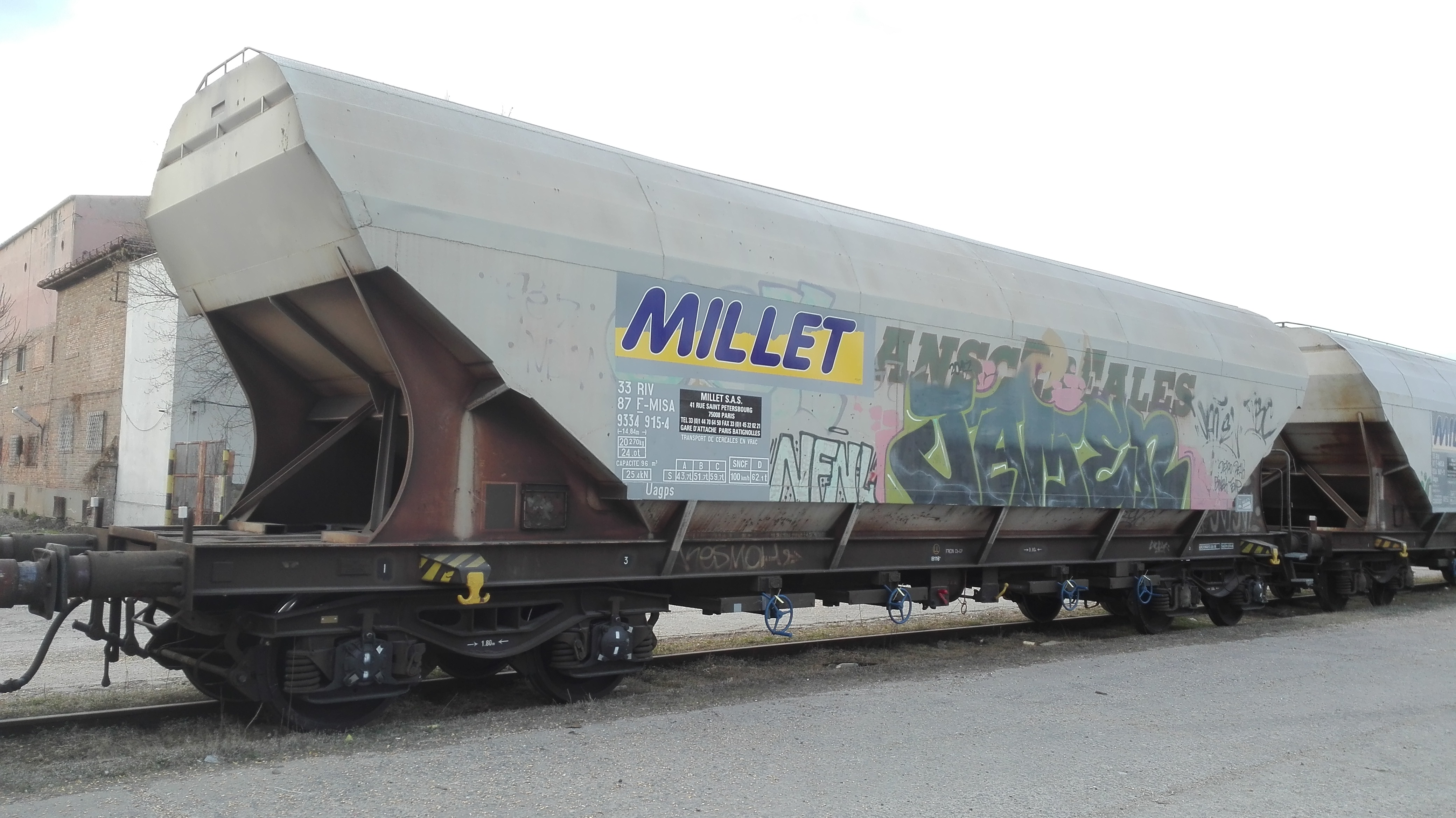
Ein Güterwagen von Millet in Szeged (2021)

Die Groupe Millet ist eine im Schienengüterverkehr tätige französische Unternehmensgruppe. Die Geschäftstätigkeit der Eigentümerfamilie Millet im Eisenbahnsektor geht bis zum Ende des 19. Jahrhunderts zurück.
Die Geschäftsfelder der Unternehmensgruppe sind heute Waggonbau und -instandhaltung, Eisenbahnverkehr und Vermietung von Lokomotiven und Güterwagen.

## Millet SAS
Philippe Millet gründet 1989 die Millet SAS. Heute vermietet Millet SAS Güterwagen und bietet den zugehörigen Service wie zum Beispiel Flottenmanagement an.
Die Fahrzeughalterkennzeichnung ist MISA.

## Millet AFR
Das Waggonbauunternehmen Arbel Fauvet Rail wurde 1985 gegründet und wurde 2019 unter dem Namen Titagrah AFR insolvent. Millet führt das Geschäft mit 137 Mitarbeitern am Standort Douai weiter. Heute ist Millet AFR einer der letzten Hersteller von Güterwagen in Frankreich.

## SDH FER
Das Unternehmen wurde Ende 1944 gegründet und änderte mehrfach die Firma. Seit 2014 gehört es zu Millet und heißt SDH FER. Die Instandhaltungswerkstatt für den Schienengüterverkehr erstreckt in Saint-Denis-de-l’Hôtel über 17 Hektar mit 29.000 m² überdachter Werkstattfläche.

## Millet Rail
Millet Rail in Saint-Pierre-des-Corps wurde 2019 als Eisenbahnverkehrsunternehmen gegründet, um das Getreide- und Baustoffgeschäft einer anderen Bahngesellschaft zu übernehmen.

## Ouest Rail
Nachdem sich ein anderes Eisenbahnverkehrsunternehmen sich aus den Hafendienstleistungen in Nantes und La Rochelle zurückgezogen hatte, gründete Millet und die belgische Eurorail 2017 ein Gemeinschaftsunternehmen, um diese Leistungen zu übernehmen. Seit 2019 gehört Ouest Rail zur Millet-Gruppe und hat seinen Sitz in Paris. 
Millet Rail und Ouest Rail haben 190 Mitarbeiter. Mit jährlich transportierten 2,1 Millionen Tonnen Getreide und 1,2 Millionen Tonnen Baustoffe haben die beiden Unternehmen einen Marktanteil von ungefähr 4 % am französischen Schienengüterverkehr.

## RTChem
Seit 2002 stützt sich die Millet Group auf ihre belgische Tochtergesellschaft RTChem mit Sitz in Gent, um ihren Kunden einen Full-Service-Transportservice.